# Гвардійське (Сімферопольський район)
Гварді́йське (до 1945 року — Спат; також Сарабу́з, крим. Sarabuz) — селище в Україні, у Сімферопольському районі Автономної Республіки Крим.
Розташоване в лісостеповому передгір'ї Криму, на річці Салгир (басейн Азовського моря), за 22 км від Сімферополя (автошлях М18), з яким має автобусне і залізничне сполучення. У селищі розташований залізничний вузол Острякове.

## Археологічні розвідки
Поблизу Сарабузу виявлено кілька курганів доби бронзи. У т. зв. Золотому кургані розкопано багате поховання воїна V ст. до н. е. в панцирі з залізним мечем, бронзовими стрілами в дерев'яному сагайдаку, золотою гривною і різними прикрасами (в тому числі бляха у вигляді левиці); виявлено пізньоскіфське поселення.

## Історичні відомості

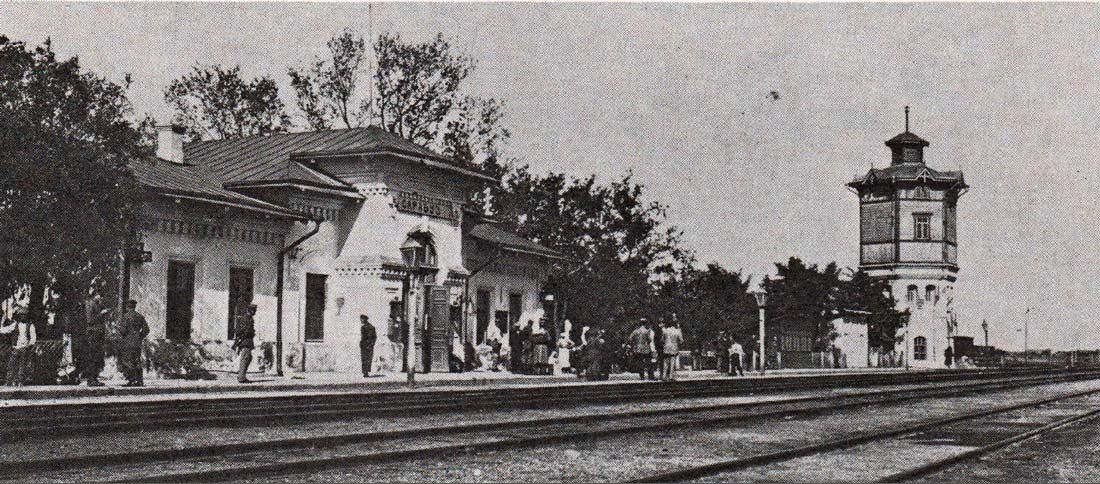
Залізнична станція Сарабуз. Таврійська губернія, кінець XIX століття

1945 село Спат перейменоване на Гвардійське, 1948 року села Ново-Сарабуз і Гвардійське об'єднані у село Гвардійське.
Із 1957 року — селище міського типу.
У 2023 році у проєкті Постанови Верховної Ради України «Про перейменування деяких населених пунктів Автономної Республіки Крим» селище запропоновано перейменувати на Сарабуз.

## Динаміка чисельності населення
- 1805 рік — 176 осіб (170 кримських татар, 6 ясирів)
- 1926 рік — 539 ос. (213 німців, 170 росіян, 65 українців, 18 кримських татар, 18 євреїв, 14 греків, 7 вірменів) (у селі Спат і на станції Сарабуз)
- 1939 рік — 3848 ос. (у селах Спат, Шунук і на станції Сарабуз)
- 1989 рік — 14062 ос.
- 2001 рік — 12 554 ос.
- 2006 рік — 12 600 ос.

## Клімат
Клімат напівпосушливий, теплий, з м'якою зимою. Звичайна температура січня — 1,8°, липня +21,6°. Опадів — 360 мм на рік.

## Установи і підприємства
Хлібозавод, цех Сімферопольського заводоуправління будівельних матеріалів, тепличний комбінат, Кримська дослідницька станція садівництва, степове відділення Нікітського ботанічного саду, краєзнавчий музей.

## Освіта
У селищі діє Гвардійська спеціальна загальноосвітня школа-інтернат І-ІІ ступенів з російською мовою навчання.

## Релігія
У селищі діє Мечеть Сарабуз джамісі.

## Постаті
- Гегечкорі Олег Іродійович (1972—2022) — полковник Збройних сил України, учасник російсько-української війни. Герой України.